# San Martín Itunyoso
San Martín Itunyoso è un comune del Messico, situato nello stato di Oaxaca.